# Andrei Kuraev
Andrei Viaceslavovici Kuraev (în rusă Андре́й Вячесла́вович Кура́ев; n. 15 februarie 1963, Moscova, RSFS Rusă, URSS) este un teolog ortodox rus și protodiacon al Bisericii Ortodoxe Ruse. El este autorul mai multor articole de ziar și al unui blog popular, în care a exprimat în mod repetat opinii diferite de poziția oficială a Bisericii Ruse.

## Biografie
A crescut într-o familie complet atee. A copilărit câțiva ani la Praga, apoi s-a întors la Moscova. A fost în tinerețe un ateu convins, dar a devenit treptat credincios și s-a botezat în toamna anului 1982. A absolvit Facultatea de Filosofie a Universității de Stat din Moscova, specializarea materialism științific. După absolvirea facultății, a studiat la Seminarul Teologic din Moscova (1985-1988) și la Academia Teologică din Moscova (1988-1992). În acest timp, a urmat studii la Institutul Teologic din București între anii 1988 și 1990.
Kuraev a fost hirotonit diacon pe 29 noiembrie 1990, iar pe 5 aprilie 2009 a devenit protodiacon al Bisericii Ortodoxe Ruse. Între anii 1990 și 1993 a fost funcționar al Patriarhiei Moscovei, colaborând îndeaproape cu patriarhul Alexei al II-lea. A îndeplinit funcția de decan al Facultății de Filozofie și Teologie din cadrul Universității Ortodoxe Ruse „Sf. Ioan Teologul” din Moscova (1993-1996).
Kuraev a obținut în 1994 titlul de candidat în filosofie la Institutul de Filosofie al Academiei Ruse de Științe și în 1995 titlul de candidat în teologie la Academia Teologică din Moscova cu teza „Tradiție. Dogmă. Ceremonie”. În 1996 a primit titlul de profesor de teologie, iar un an mai târziu a devenit profesor la Institutul Teologic Ortodox de Științe Umaniste „Sf. Tihon” din Moscova, transformat ulterior în Universitatea Ortodoxă de Stat.
În perioada 2004-2013 a fost lector la Academia Teologică din Moscova și membru al comisiei biblice și teologice a Sfântului Sinod al Bisericii Ortodoxe Ruse. A lucrat pe post de cercetător la Catedra de Filosofie a Religiilor și Studii Religioase de la Facultatea de Filosofie a Universității de Stat din Moscova. A fost membru al consiliului de experți și consilieri privind libertatea de conștiință din cadrul Comitetului pentru organizații sociale și asociații religioase al Dumei de Stat a Federației Ruse.
În 2004, în urma crizei ostaticilor de la școala din Beslan, Kuraev a scris o carte despre situația Islamului în Federația Rusă, declanșând o discuție emoțională intensă în societatea rusă. O discuție similară și chiar mai intensă a avut loc după ce Kuraev a comentat despre fondul etnic și religios al fraților Țarnaev, cei care au plănuit atentatul de la maratonul din Boston din aprilie 2013.
Mass-media a consemnat că profesorul Kuraev a criticat politica Mejlis-ului poporului tătar crimeean, parlamentul etnic al tătarilor din Crimeea, în timpul unui turneu de conferințe desfășurat în Crimeea în septembrie 2006. El a cerut autorităților ucrainene să respingă deciziile Mejlis-ului și a făcut o analogie între politica parlamentului etnic al tătarilor și comportamentul bandelor violente.
Kuraev a fost desemnat „personalitatea anului” de către o organizație media rusă în 2008. El a criticat în 2009 modul de adoptare a deciziilor în Adunarea Naționale Bisericească din Rusia, susținând că delegații laici ortodocși nu sunt consultați, ci doar oamenii de afaceri bogați sau oficialii guvernamentali.
Începând din octombrie 2013 Kuraev a scris mai multe articole despre existența unui „lobby în favoarea homosexualilor” în interiorul Bisericii Ortodoxe Ruse, provocând diverse reacții negative din partea oficialilor bisericii.
La 30 decembrie 2013 consiliul științific al Academiei Teologice din Moscova l-a concediat pe Kuraev din postul de profesor, din cauza opiniilor sale exprimate în presă și pe blogul său. El și-a exprimat dezacordul față de decizie, afirmând că a fost un act de răzbunare pentru faptul că a dezvăluit practicile homosexuale de la Seminarul Teologic din Kazan. Scandalul a condus la o anchetă, în urma căreia în martie 2014 a fost concediat un cleric și au fost revocați majoritatea membrilor conducerii Seminarului Teologic din Kazan. Kuraev a vorbit deschis, de asemenea, despre procesul penal și condamnarea la închisoare ale unor membre ale trupei punk rock Pussy Riot.

## Scrieri
- Tajemnica Izraela. Fronda. Varșovia, 1999, nr. 17/18. (în poloneză)
- Christianity on the edge of history : About our defeat. Palomnik, 2003. — ISBN: 5-87468-208-2
- Church and youth : is the conflict imminent? And about rock music... Rus. ostrov, 2004. — ISBN: 5-902565-01-4
- „Harry Potter” in church: between anaphema and smile: Should one give an indulgence to fairy tales? Is the magical non-dead demonic? ... Truth of «Harry Potter» — Neva, 2003. — 123 p. — ISBN: 5-7654-2901-7
- «Harry Potter»: a try to be not scared. — Andreevskiy flag, 2004. — 205 p. — ISBN: 5-9553-0035-X
- Pantheism and Monotheism // The Russian Idea. In search of a new identity. Ed. de Wendy Helleman. Bloomington, Indiana, 2004. (traducere parțială în engleză)[21]
- How to relate to Islam after Beslan?. — 2004 — 127 p. — ISBN: 5-9900367-1-X[22]
- Daruri și anateme. Ce a adus creștinismul lumii. Ed. Sophia, București, 2004. (în română)
- Pecetea lui Antihrist, codurile de bare și semnele vremurilor. Ed. Sophia, București, 2005. (în română)
- Provocările ecumenismului. Ed. Sophia, București, 2006. (în română)
- Filmul: restartare prin teologie. Ed. Reîntregirea, Alba Iulia, 2006. (în română)
- Religy without God. — 2006. — 527 p. — ISBN: 5-7789-0209-3
- Non-American missioner. — Saratov, 2006. — 463 p. — ISBN: 5-98599-028-1
- Fantasy and truth of „The Da Vinci Code”. AST-Zebra, 2006.
- Gifts and anaphemas : what Christianity brought to word? : thoughts on the edge of millennium. Nikea, Arefa, 2009. — 319 p. — ISBN: 978-5-91761-001-6
- Moștenirea lui Hristos. Ceea ce n-a intrat în Evanghelie. Ed. Sophia, București, 2009. (în română)

### Prefețe
- David Baggett, Harry Potter and Philosophy: If Aristotle Ran Hogwarts; [from English] [postfață de Andrei Kuraev]. — Amfora 2005. (Lenizdat). — 430 p. — (Novaia Evrika). — ISBN: 5-94278-892-8[23]

## Legături externe
- Site web oficial